# 郭資
郭 資（かく し、1361年 - 1434年）は、明代の官僚。字は存性、号は静巌。本貫は磁州武安県。

## 生涯
1385年（洪武18年）、進士に及第した。官を歴任して北平左布政使となり、ひそかに燕王朱棣についた。1399年（建文元年）、燕王朱棣が起兵して張昺らが殺害されると、郭資は左参政孫瑜・按察副使墨麟・僉事呂震とともに率先して降り、万歳を叫んだ。燕王世子朱高熾を補佐して北平を守るよう命じられた。
燕王朱棣が靖難の変で転戦すること3年、郭資は軍の糧食の補給を担当した。1402年（建文4年）7月に永楽帝（朱棣）が即位すると、11月に郭資は戸部尚書に任じられ、そのまま北平布政司の事務を管掌した。1403年（永楽元年）2月、北京行部尚書に転じ、六曹の事務を統括した。1420年（永楽18年）12月、再び戸部尚書となった。ときに北京の城郭宮殿が造営され、新たに官吏や漠北遠征のための人員が置かれたため、工事の労役は盛んになり、郭資は戸部を挙げて労役動員の事務を遅滞させなかった。1424年（永楽22年）8月に洪熙帝（朱高熾）が即位すると、10月に郭資は太子賓客を兼ねた。11月、老病のため、太子太師の位を加えられ、致仕した。1429年（宣徳4年）4月、北京に召し出されて戸部尚書として起用された。6月、戸部尚書のまま太子太師を兼ねた。1434年1月（宣徳8年12月）、死去した。享年は73。湯陰伯の位を追贈された。諡は忠襄といった。
子の郭佑は戸部主事となった。